# Coronel Church (locomotiva)
A Coronel Church é uma locomotiva a vapor modelo tipo American com configuração 4-4-0. A locomotiva foi construída na Filadélfia pela Baldwin Locomotive Works baseada nos projetos do engenheiro Henry Roe Campbell de 1837, e foi trazida ao Brasil pela empresa norte americana P&T Collins em 1878.
A locomotiva possuía limpa-trilhos, sistema de tiragem de fumaça da fornalha pelo vapor dos cilindros e o vagão tender para água e combustível separados do corpo da locomotiva.
Essa locomotiva foi a primeira a da Região Norte do Brasil.

## História
Após a tentativa fracassada da empreiteira britânica Public Works de conseguir construir a ferrovia Estrada de Ferro Madeira-Mamoré, o Coronel George Earl Church vai aos Estados Unidos para se encontrar com Franklin B. Gowen, um industrial do aço que seria o intermediário entre o coronel e a empreiteira P&T Collins que assumiria a obra, continuando a partir de Santo Antônio localizada a 7 quilômetros de Porto Velho, assinaram o acordo e a empresa de Franklin B. Gowen forneceria o material ferroviário para a construção e operação da ferrovia. A locomotiva Coronel Church veio como parte deste material. 
A P&T Collins iniciou as obras em 19 de fevereiro de 1878 e após quase quatro meses só avançaram 3 quilômetros. 
Em 4 de julho de 1878 fizeram a inauguração a bordo da locomotiva Church, mas a euforia durou pouco pois quando passaram por uma curva mal projetada, a locomotiva saltou dos trilhos. Com isso a máquina foi abandonada no vilarejo de Santo Antônio.
Posteriormente, a locomotiva foi recuperada e em julho de 1912 voltou a ser utilizada na Estrada de Ferro Madeira Mamoré. Por ter sido recuperada neste ano, recebeu o nome de Locomotiva 12.